# Gdański Ogród Zoologiczny
Gdański Ogród Zoologiczny – ogród zoologiczny zlokalizowany w Oliwie, dzielnicy Gdańska. Zajmuje powierzchnię ponad 123 hektarów Trójmiejskiego Parku Krajobrazowego, co czyni z niego największą pod względem powierzchni placówkę tego typu w Polsce.  

## Historia
Od 1927 do okresu II wojny światowej w Oliwie zlokalizowany był zwierzyniec, którego mieszkańcami były m.in.: jelenie, niedźwiedź brunatny, bizon, żyrafy, małpy, dziki, wilki i szopy. Siedziba znajdowała się w istniejącym do dziś budynku przy ulicy Bytowskiej 5. Los zwierząt jest nieznany.
Uroczyste otwarcie gdańskiego zoo nastąpiło 1 maja 1954. Mieści się ono w Dolinie Leśnego Młyna na terenie funkcjonującego do 1945 sanatorium dla osób cierpiących na schorzenia górnych dróg oddechowych i choroby reumatyczne.
Dynamiczny rozwój ogrodu w latach 50. i 60. XX wieku jest zasługą pierwszego dyrektora, Michała Massalskiego. W połowie lat 80. w zoo można było podziwiać około 800 przedstawicieli 176 gatunków. W tym czasie ogród odwiedzało rocznie około 400 tysięcy gości.
31 grudnia 2019 zoo zamieszkiwało 220 gatunków zwierząt (868 sztuk):
- ssaki – 74 gatunki (444 sztuki)
- ptaki – 57 gatunków (331 sztuk)
- gady  – 29 gatunków (70 sztuki)
- płazy – 4 gatunki (23 sztuki)

Frekwencja w roku 2019 wyniosła 486 693 zwiedzających.
Zoo słynie na świecie z hodowli kondorów wielkich, z których otrzymuje regularne przychówki. W lipcu 2008 otwarto żyrafiarnię, w której mieszkają obecnie 4 żyrafy Rothschilda (Giraffa camelopardalis rothschildi). W tym samym roku sprowadzono surykatki i geparda. W marcu 2009 przybył do Gdańska pierwszy takin złoty. 6 października 2014 do zoo przyjechały cztery lwy rasy angolskiej, dla których wybudowano nową lwiarnię (ostatni raz te drapieżniki prezentowano w Gdańsku w latach 90. XX wieku).

## Zwierzęta
Gdański Ogród Zoologiczny uczestniczy w Europejskim Programie Ochrony Zwierząt (EEP). 
Od 2005 jako jedyny ogród w Polsce prezentuje anoa (w europejskich ogrodach zoologicznych, żyje około 60 osobników) oraz lutangi jawajskie. Wśród prezentowanych zwierząt jest wiele rzadkości są to m.in. oryksy szablorogie, hipopotamy karłowate, grupa kawalerska żyraf Rothschilda, antylopy bongo leśne, gepardy, szpaki balijskie, pingwiny tońce, mandryle, orangutany, szympansy, jelenie Alfreda, dzioborożce kafryjskie, takiny miszmi, tygrysy amurskie.

## Wyróżnienia
Ogród wpisano do prestiżowego Europejskiego Stowarzyszenia Ogrodów Zoologicznych, obok 10 innych największych ogrodów w Polsce: w Toruniu, Wrocławiu, Płocku, Warszawie, Opolu, Poznaniu, Łodzi, Krakowie, Chorzowie i Zamościu oraz do Światowego Stowarzyszenia Ogrodów Zoologicznych i Akwariów.

## Dyrektorzy
- Michał Targowski (1991–2023)[5][6]
- Emilia Salach (od 2023)[7]

## Galeria

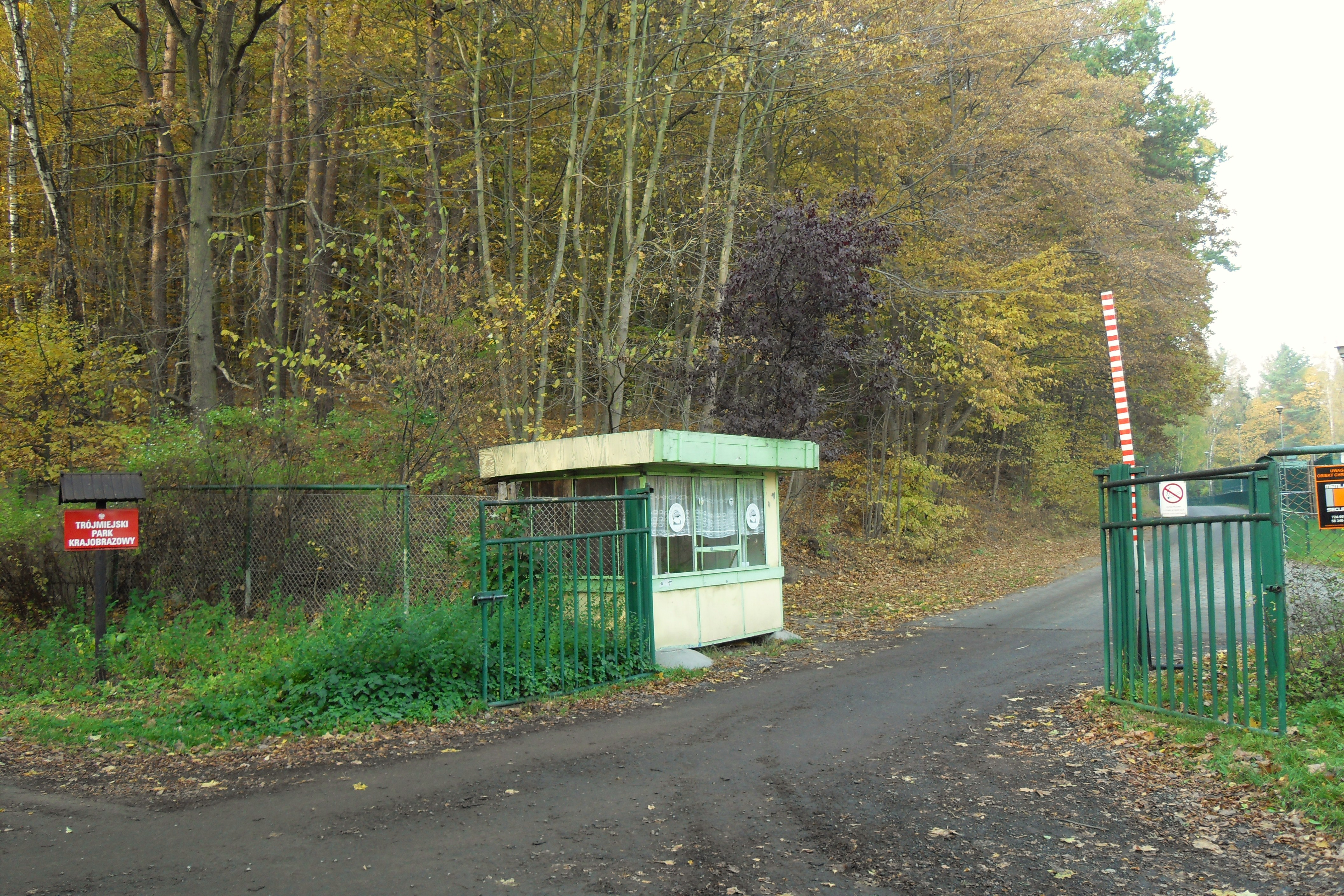
Wejście do zoo od strony ulicy Kościerskiej
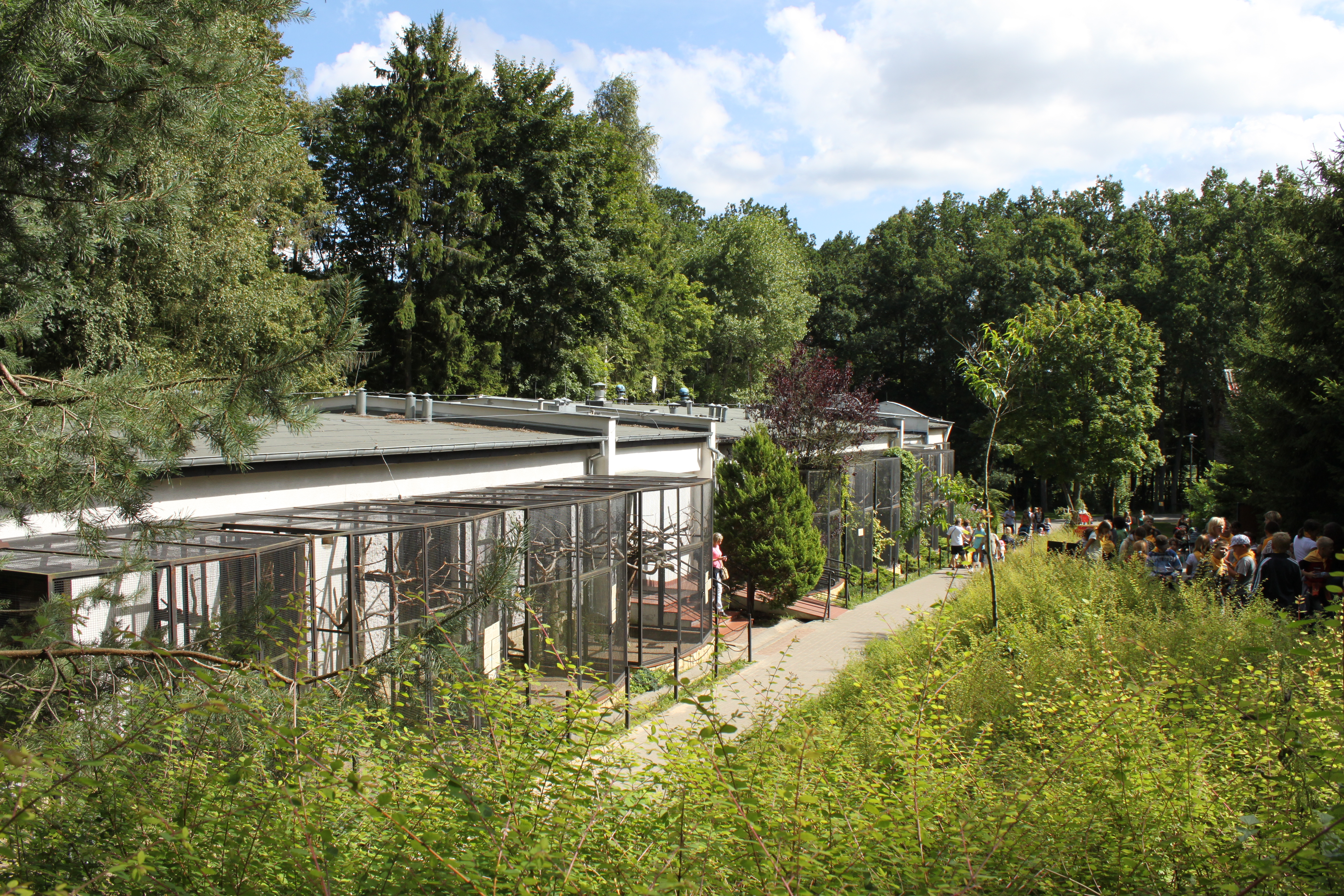
Ptaszarnia
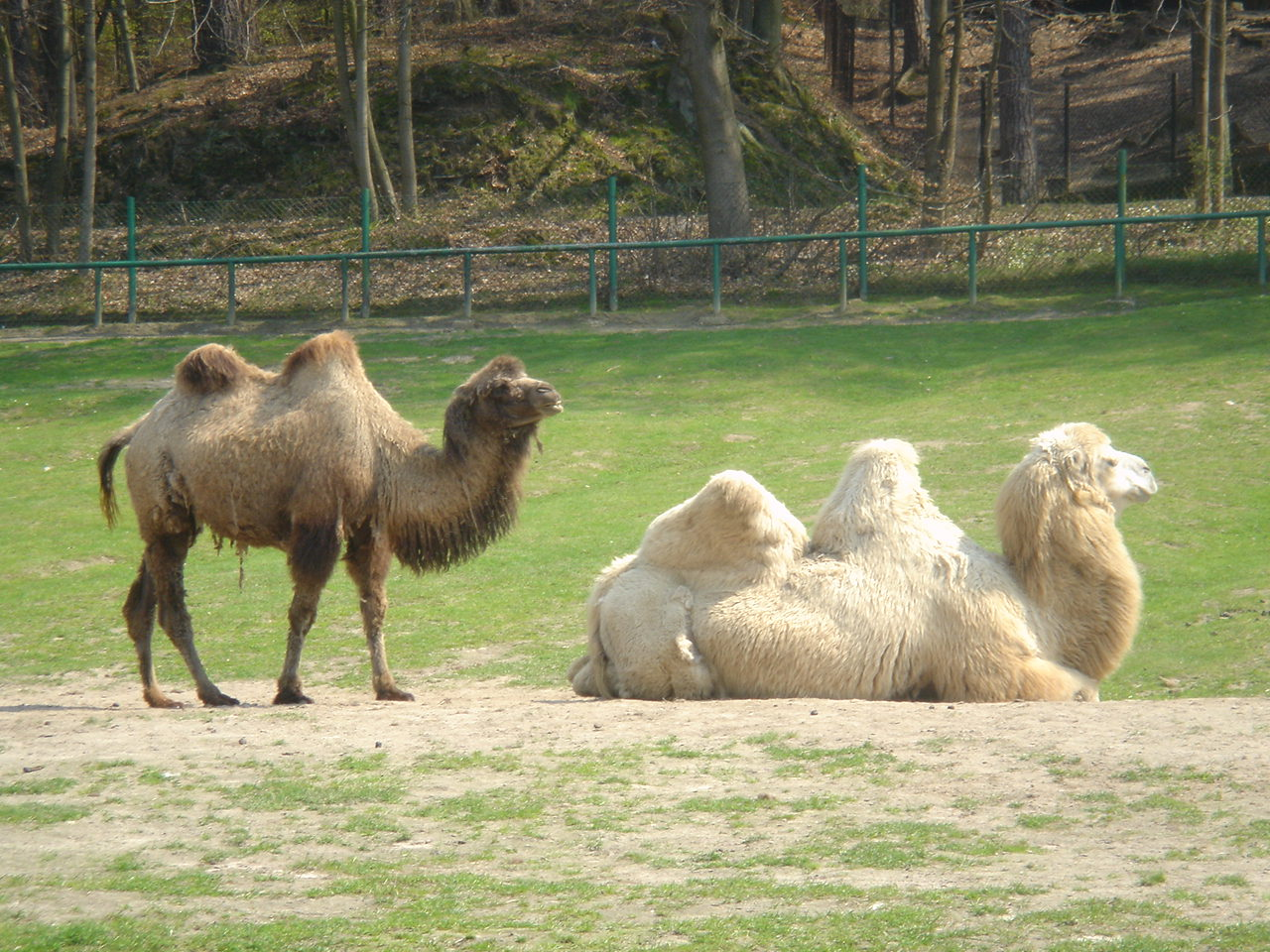
Wielbłądy dwugarbne (baktriany)
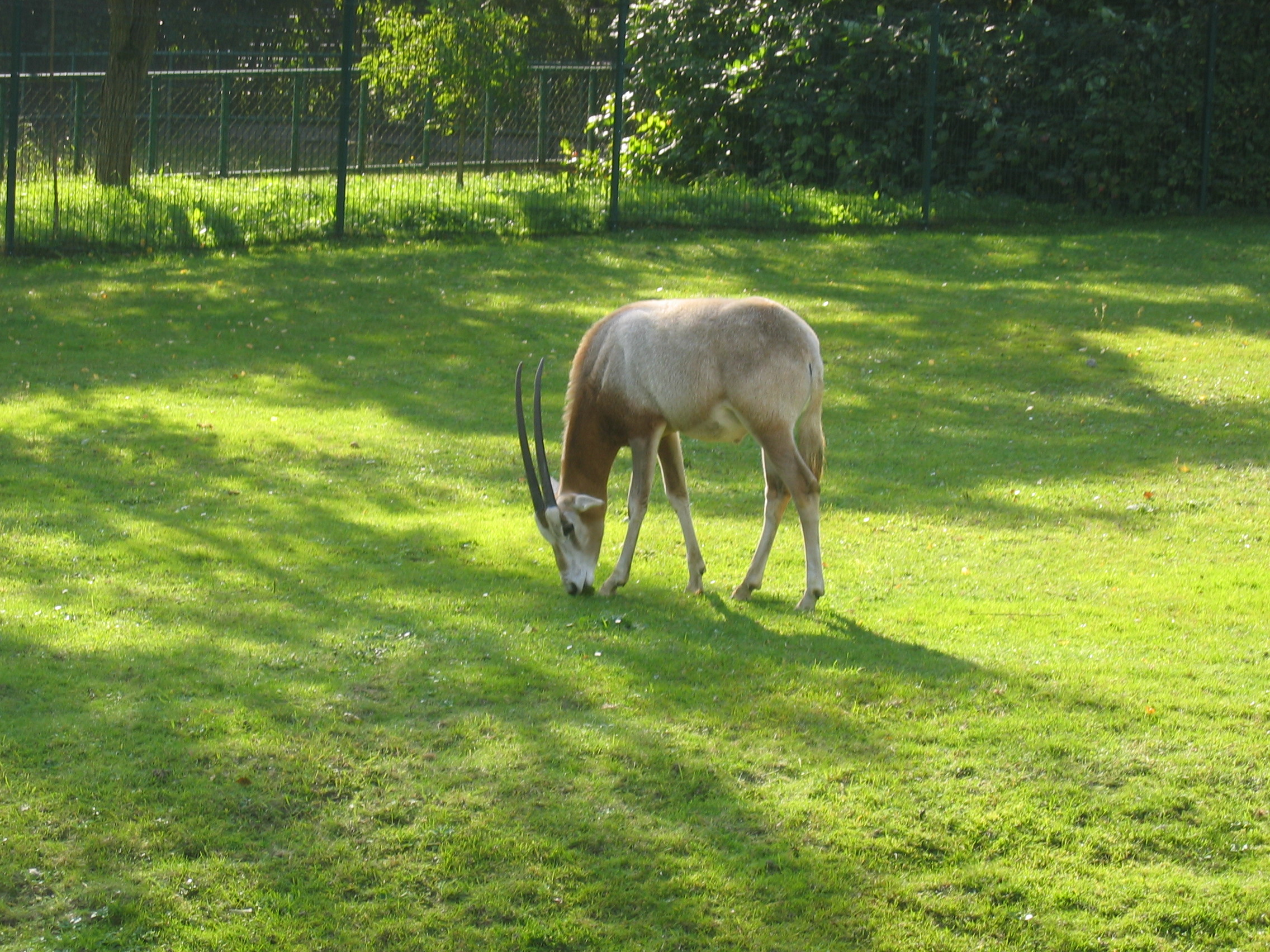
Oryks szablorogi
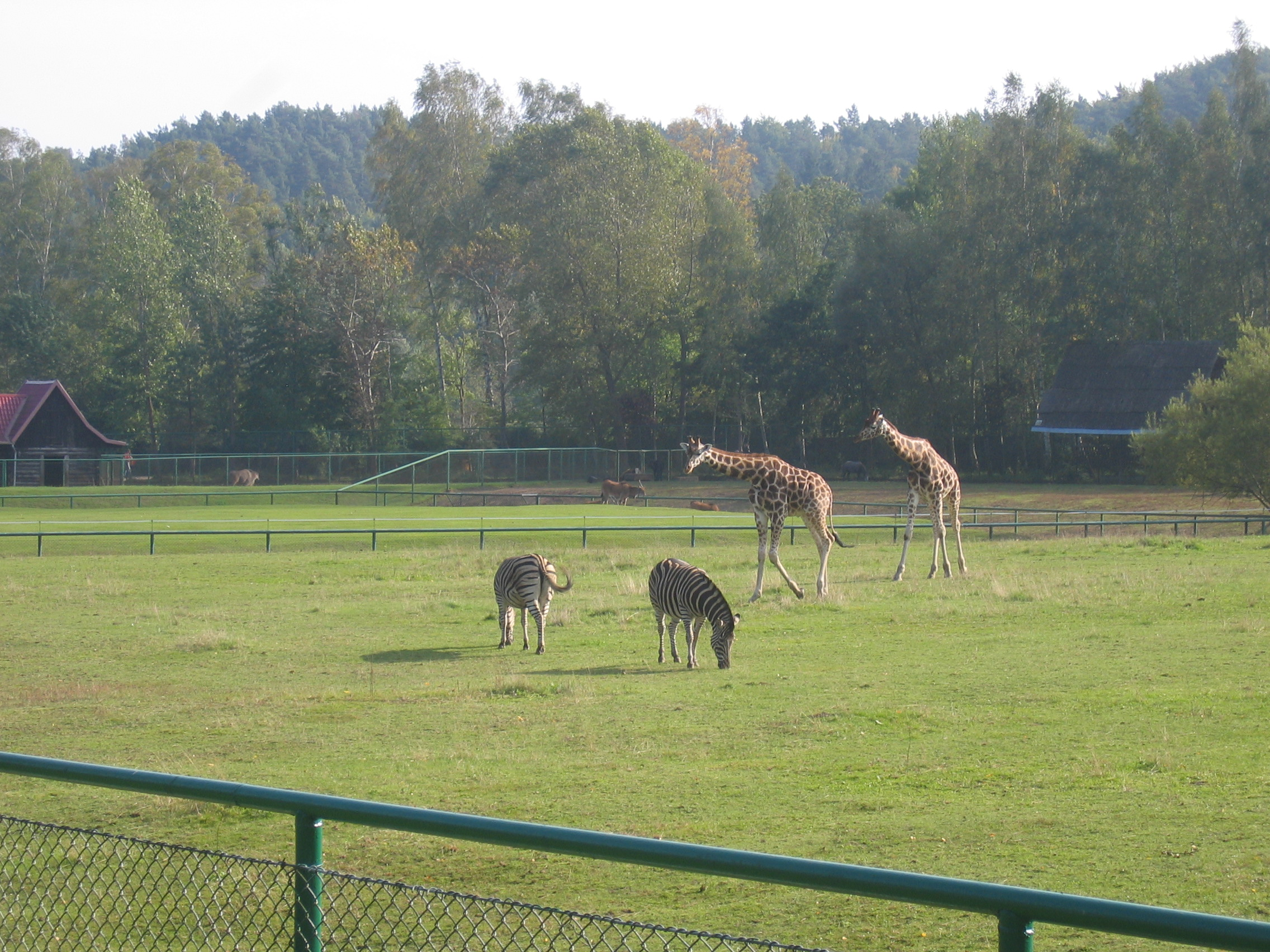
Żyrafy i zebry
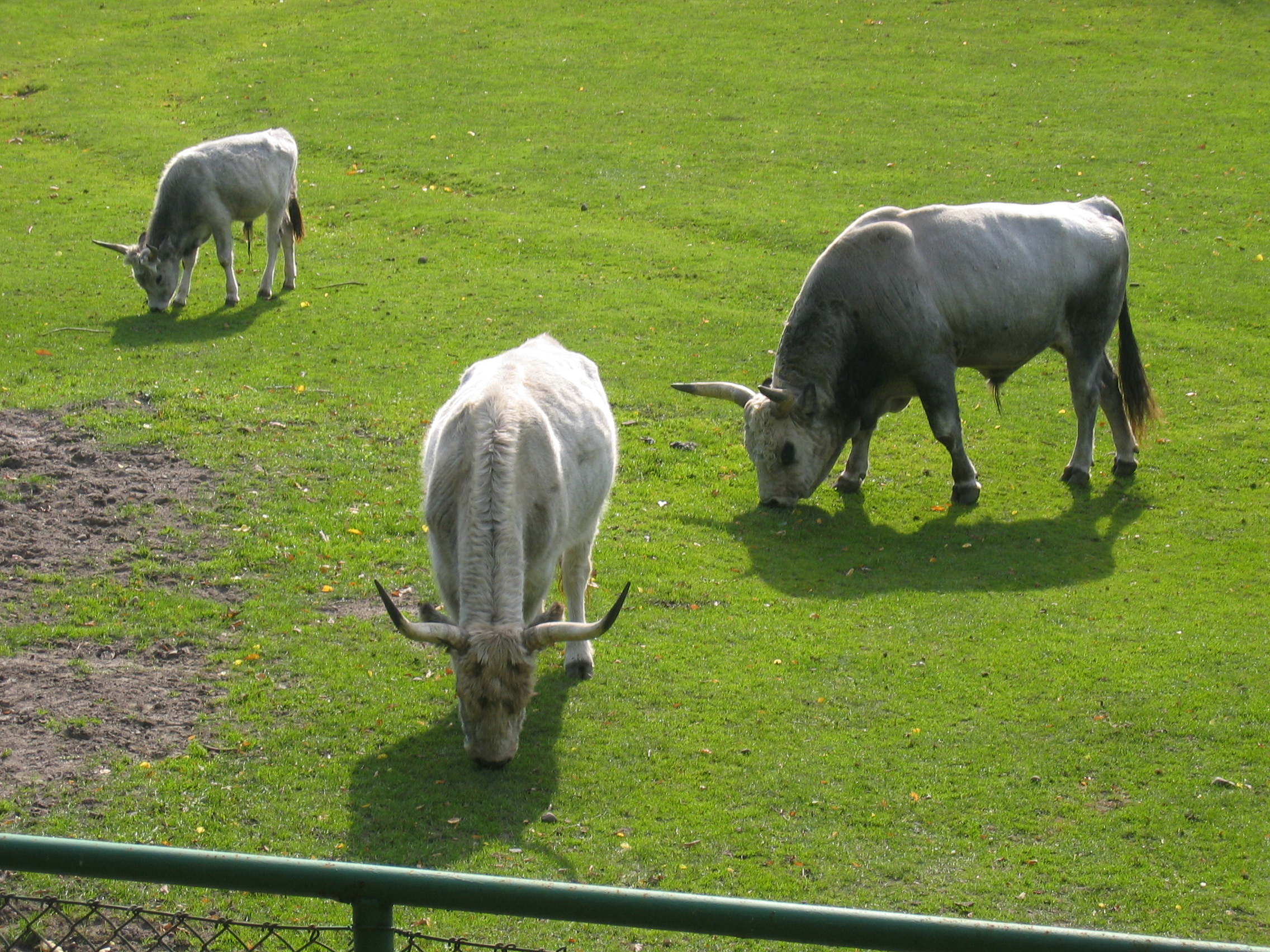
Węgierskie bydło stepowe
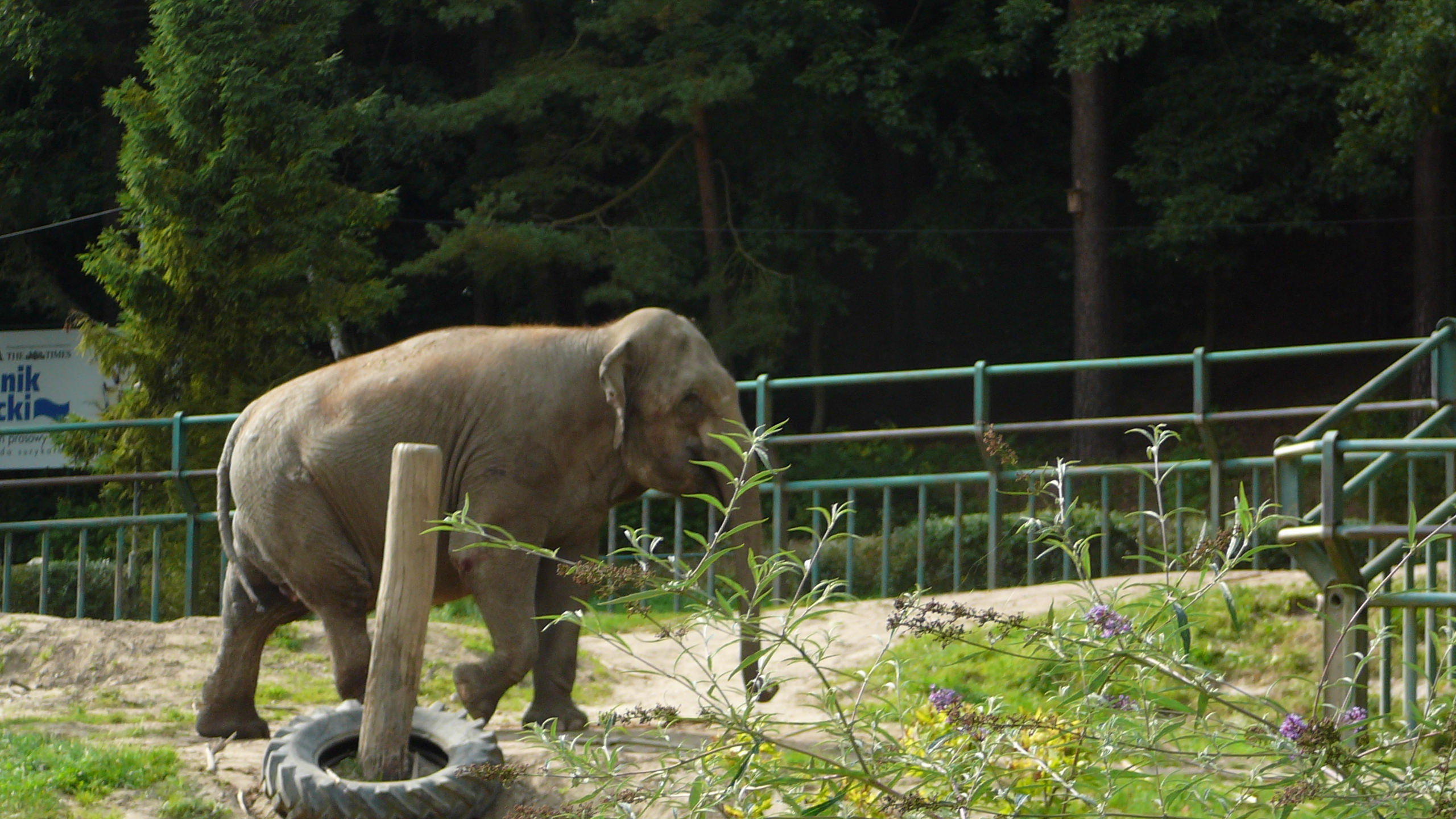
Słoń indyjski
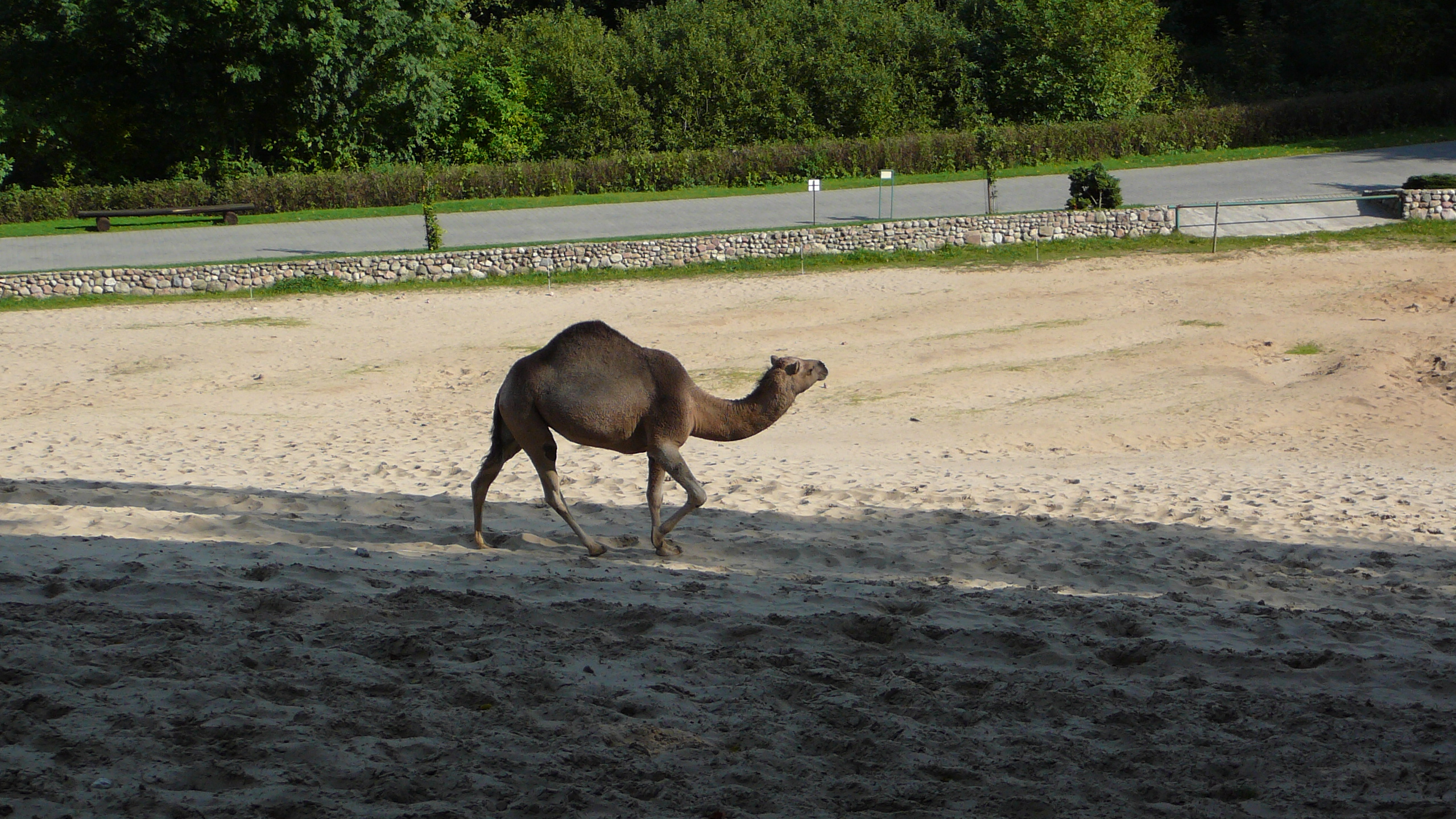
Wielbłąd jednogarbny (dromader)
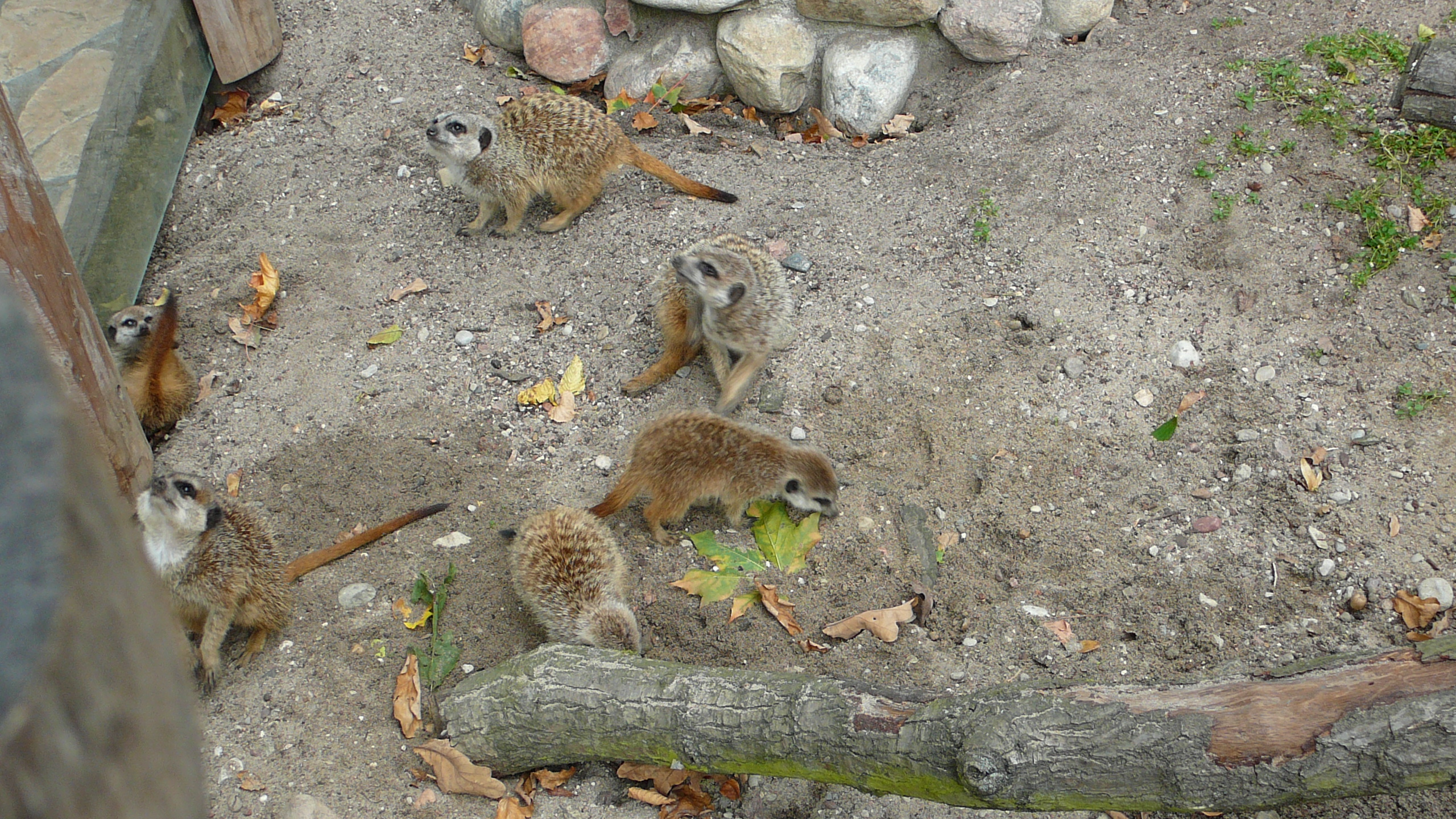
Surykatki
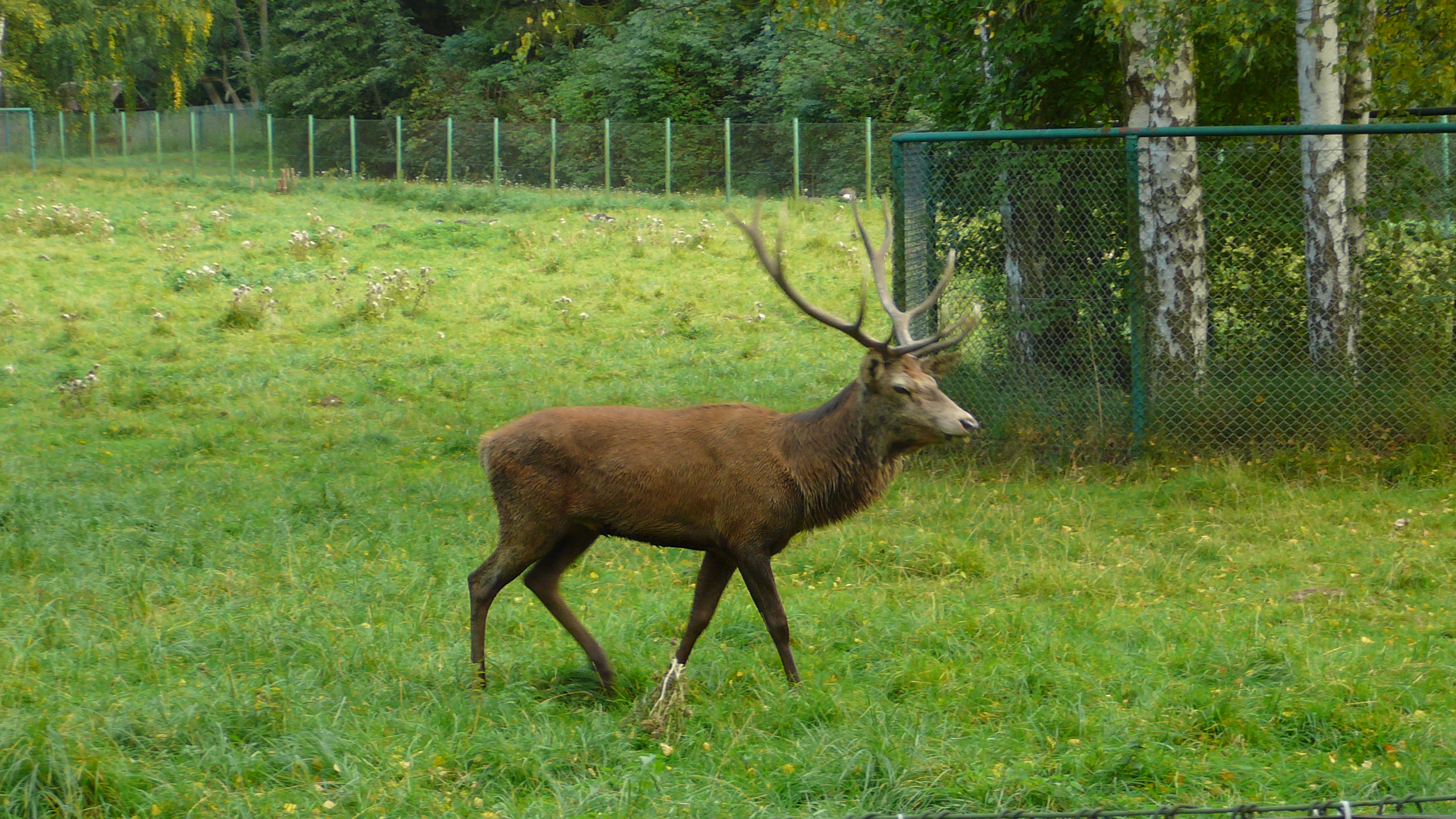
Jeleń
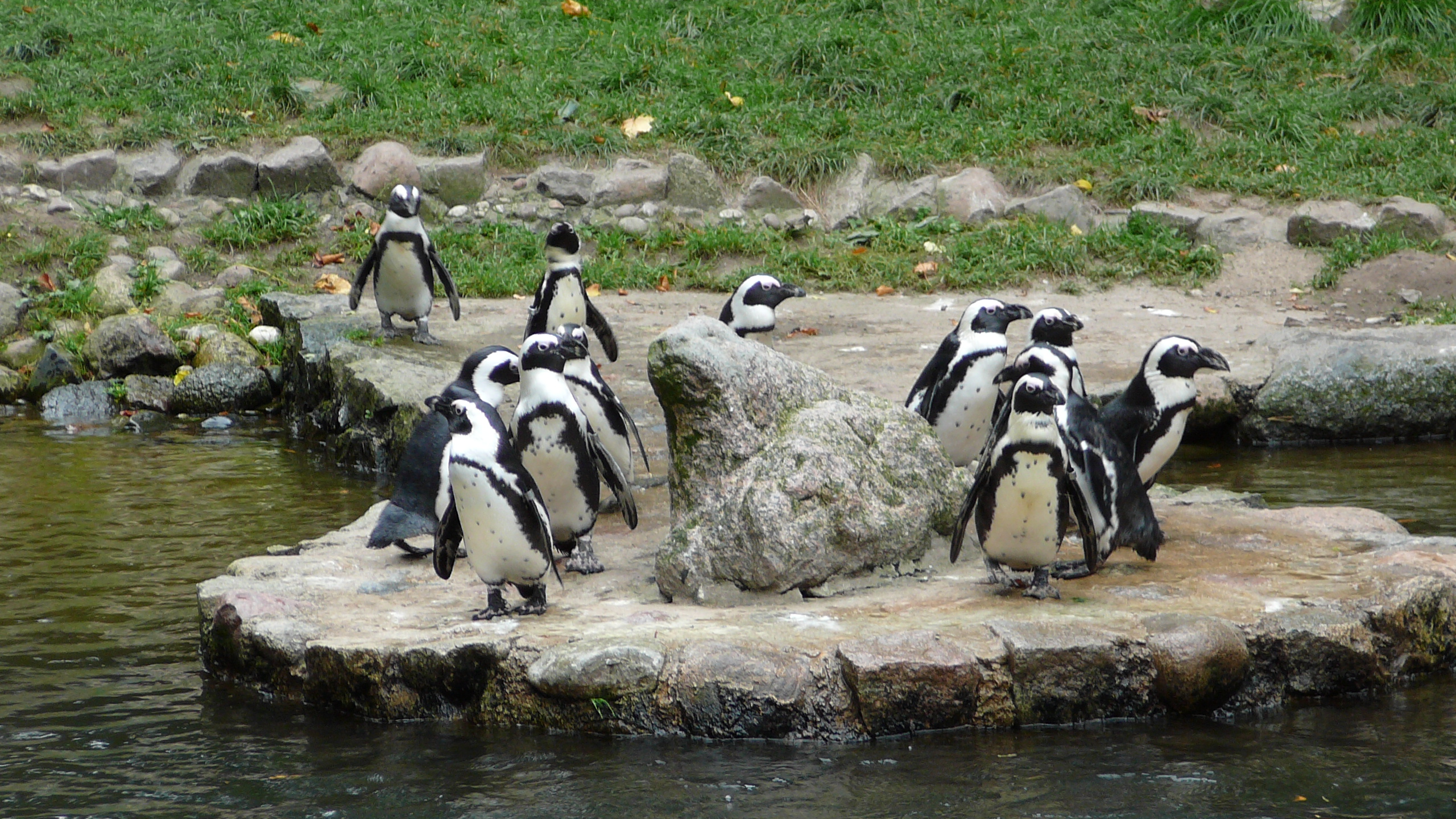
Pingwiny
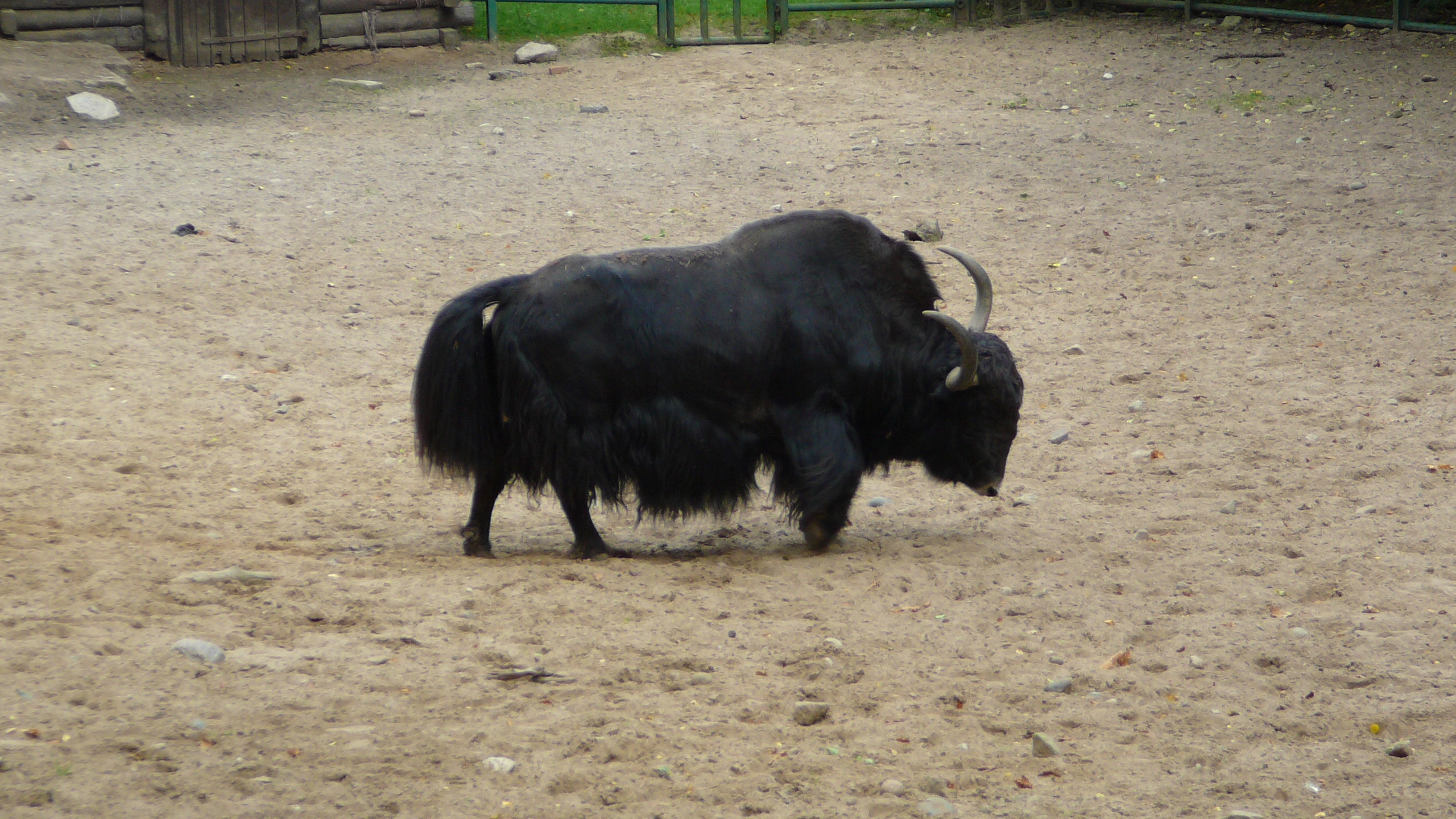
Jak
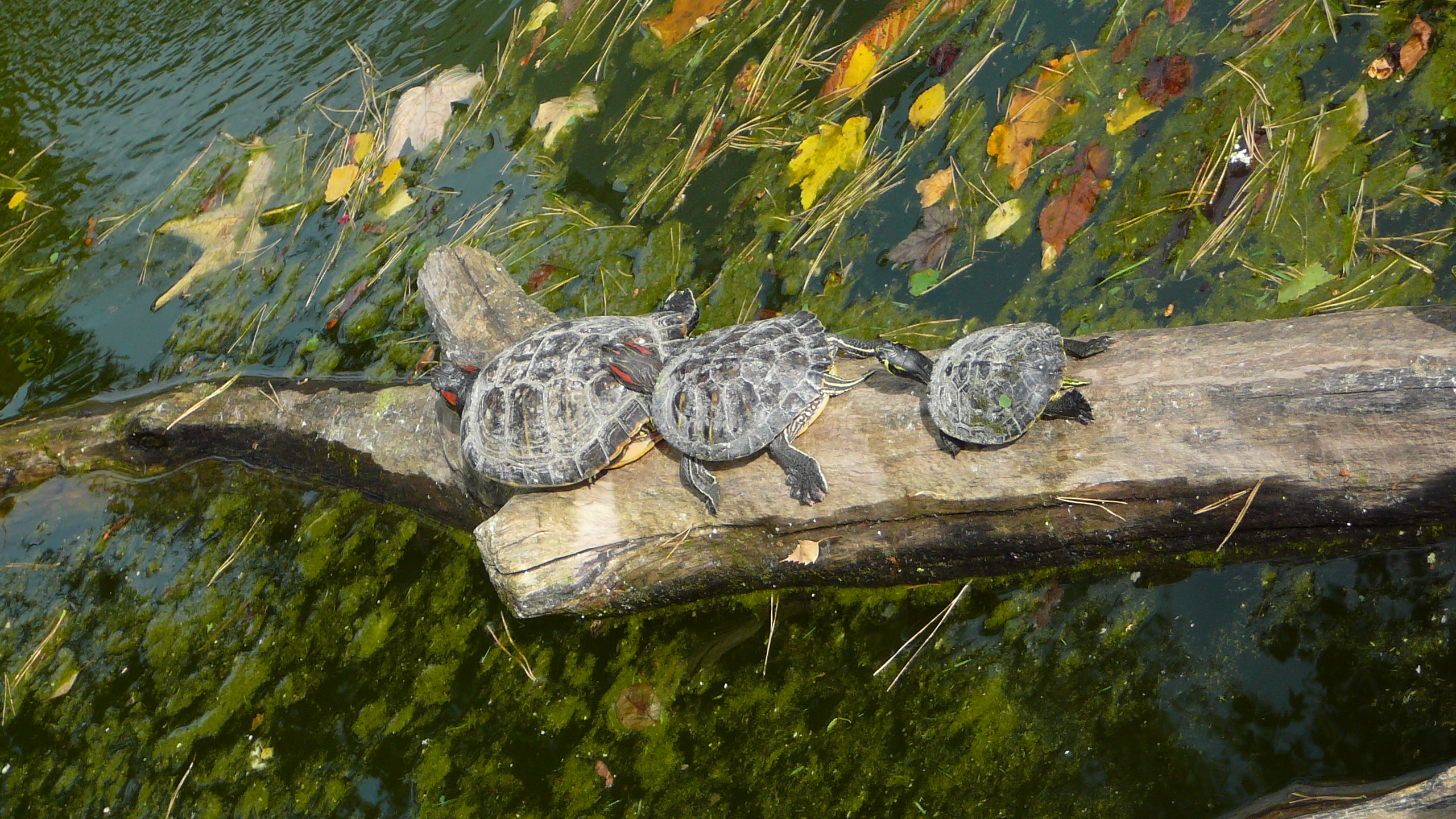
Żółwie czerwonolice
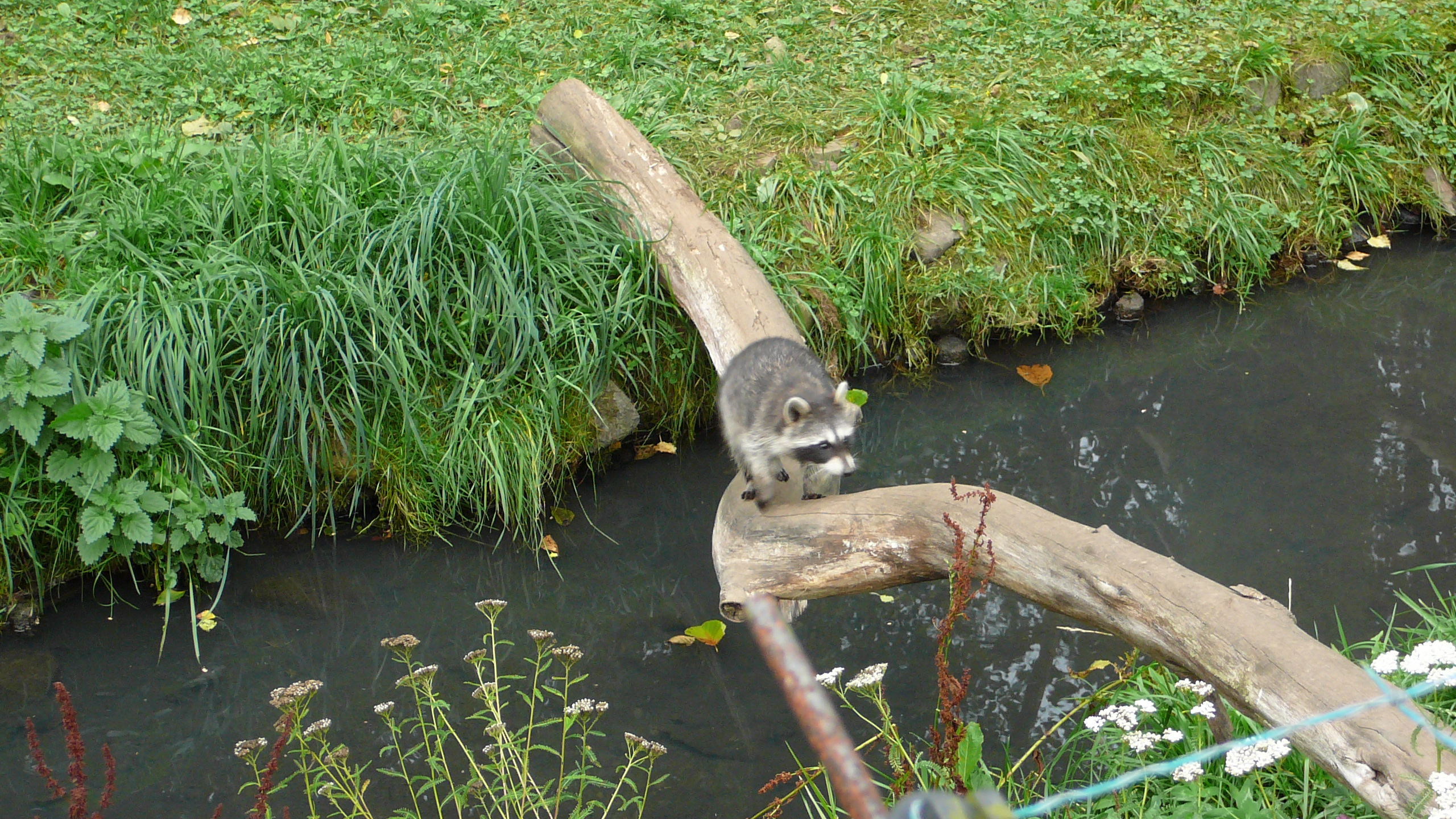
Szop pracz
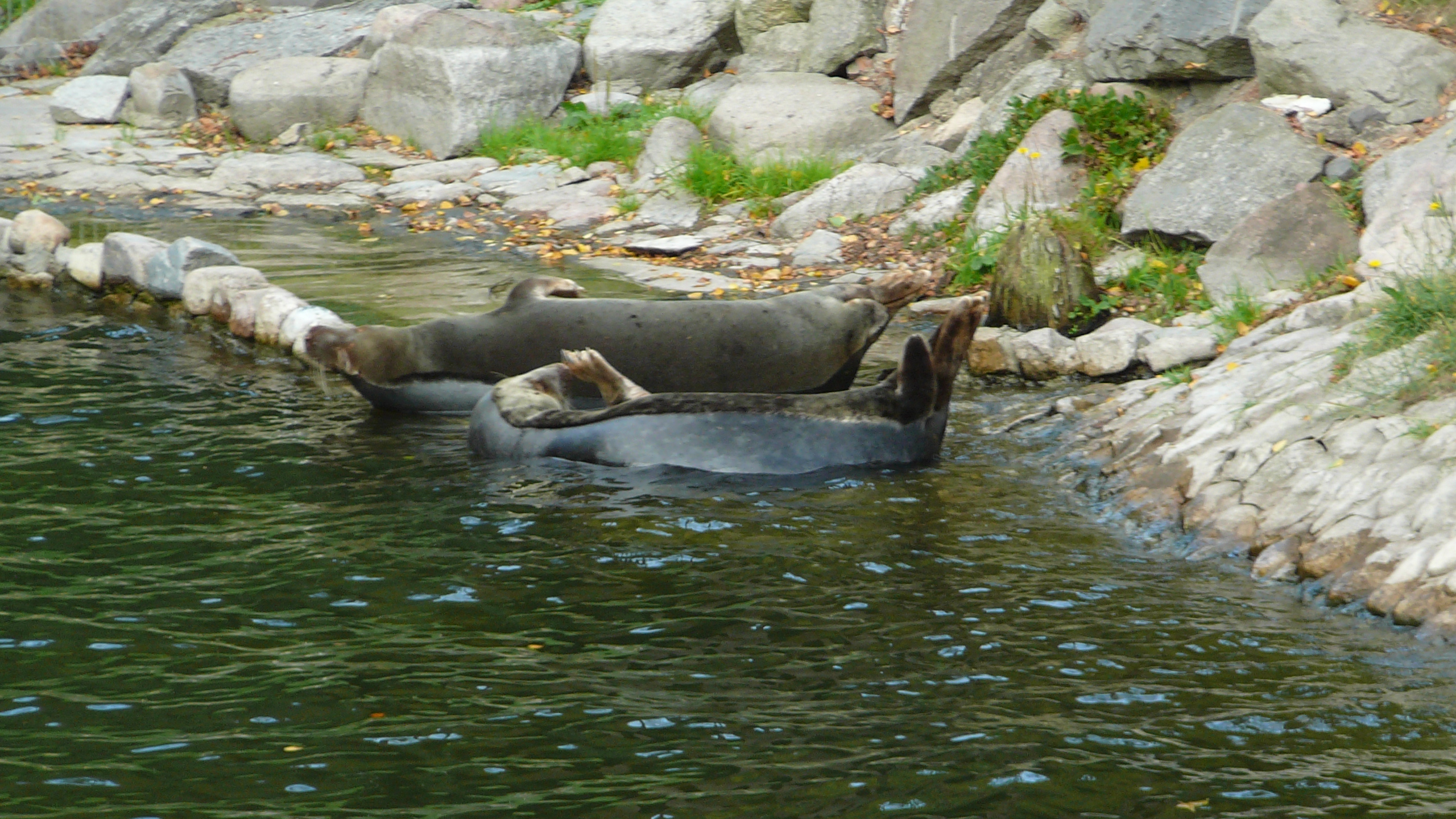
Foki szare
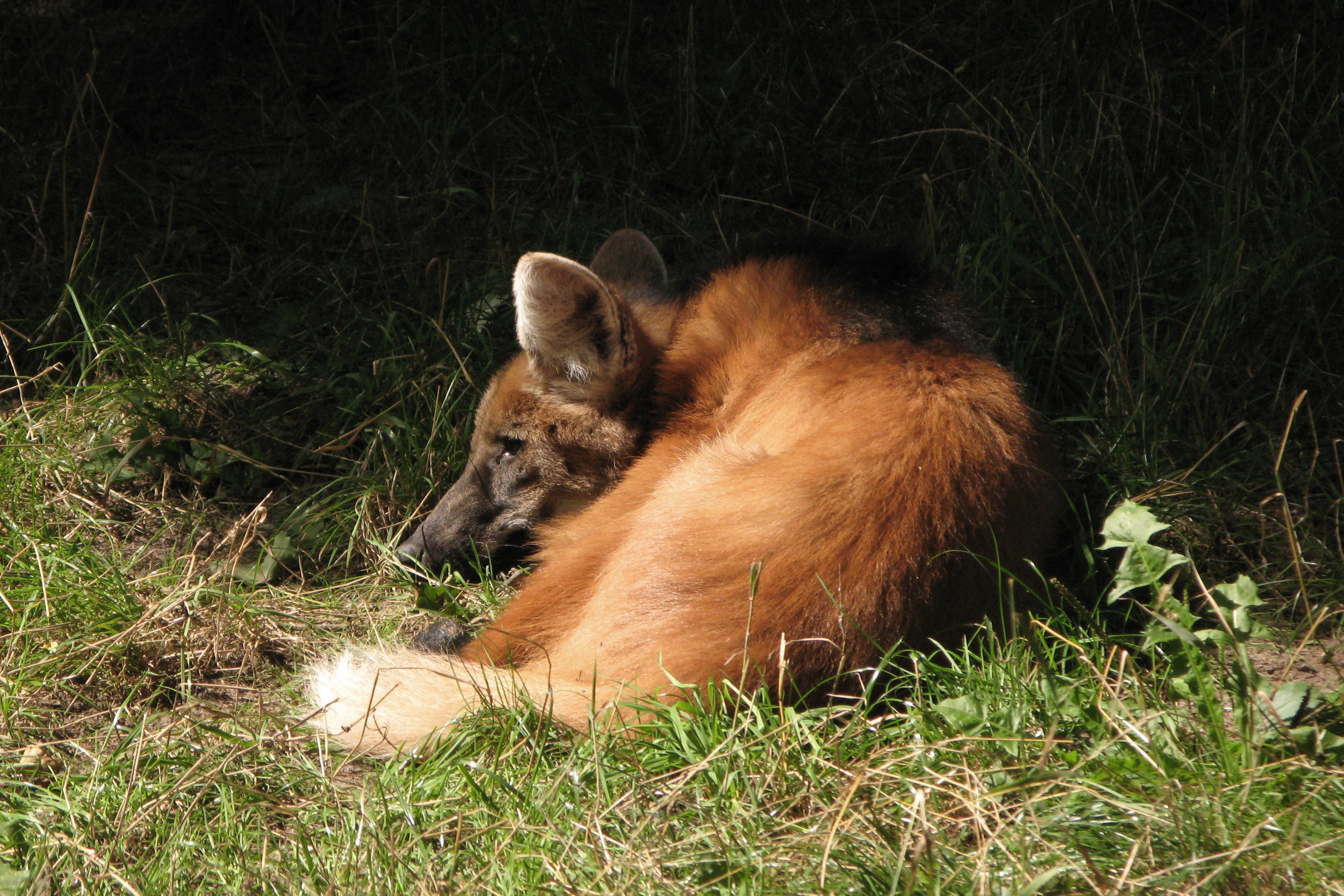
Wilk grzywiasty
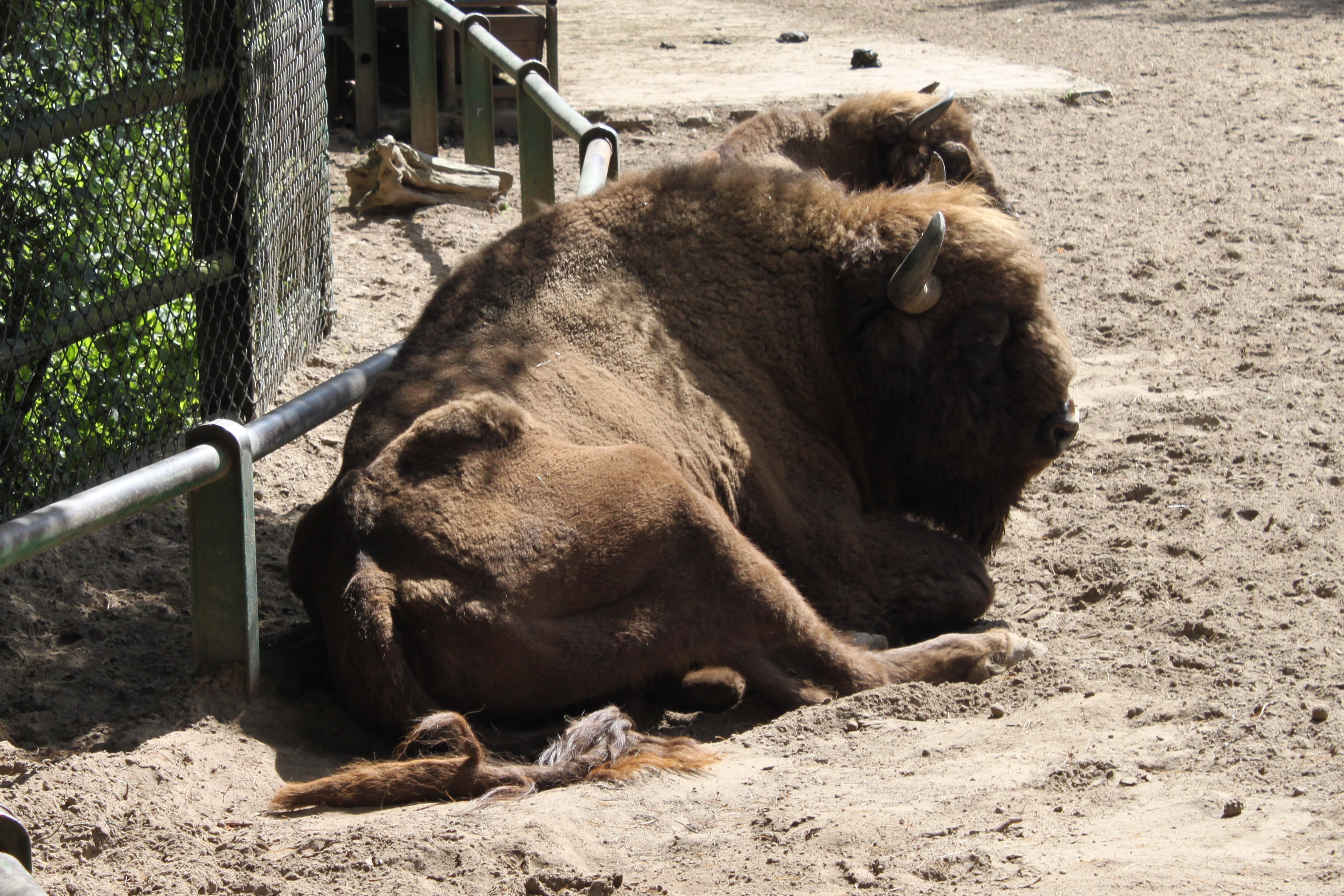
Żubry
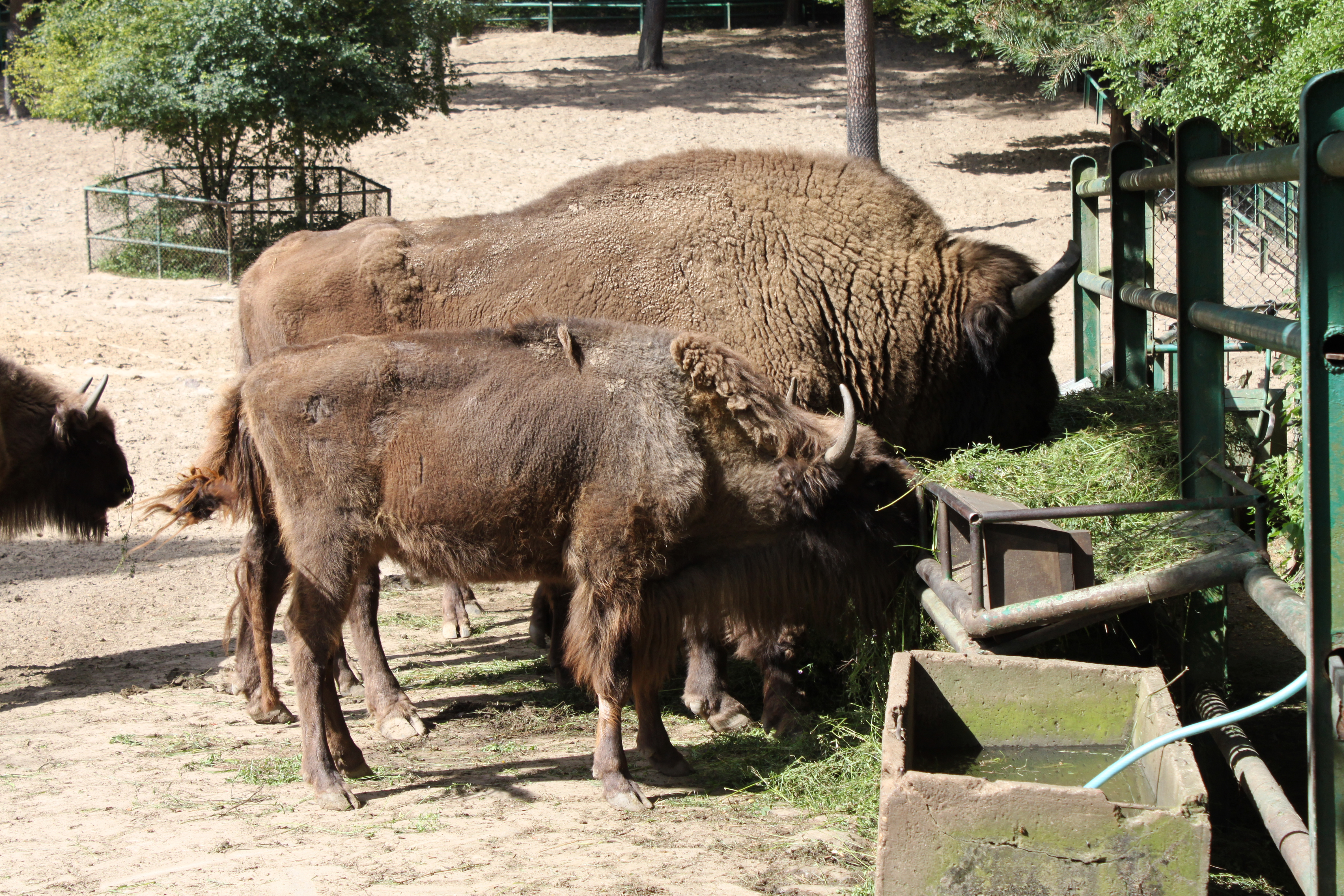
Żubry
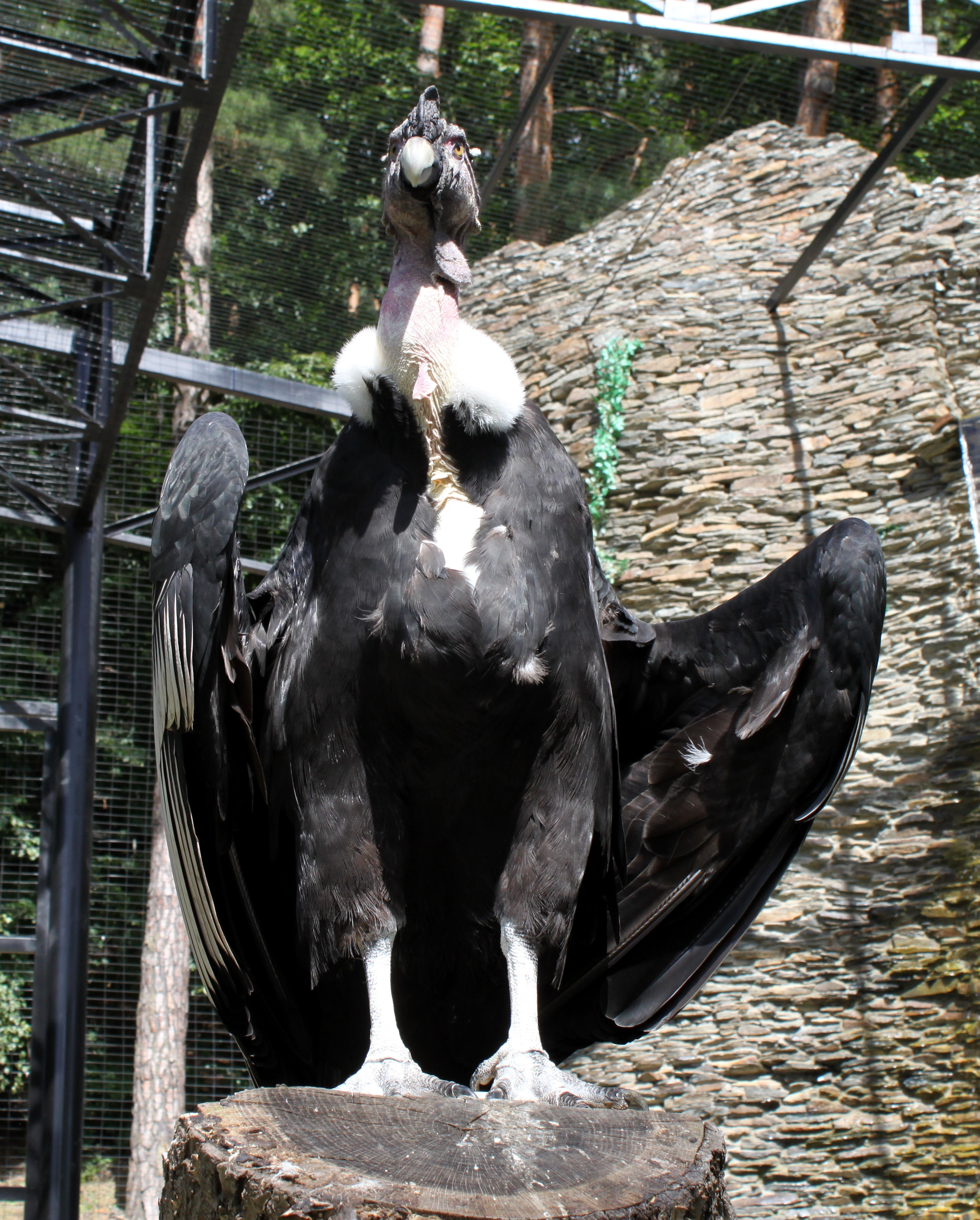
Kondor wielki
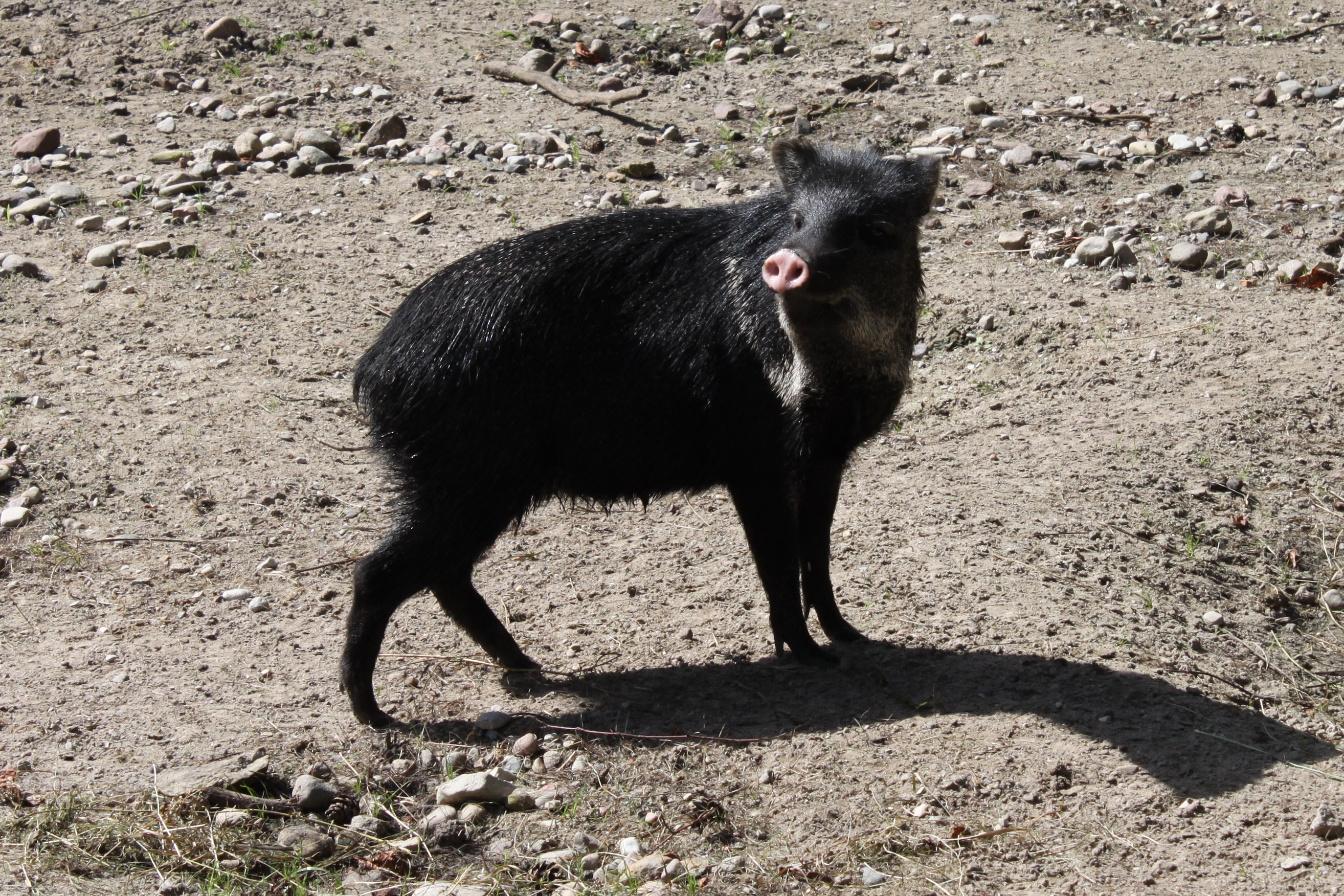
Pekariowiec obrożny
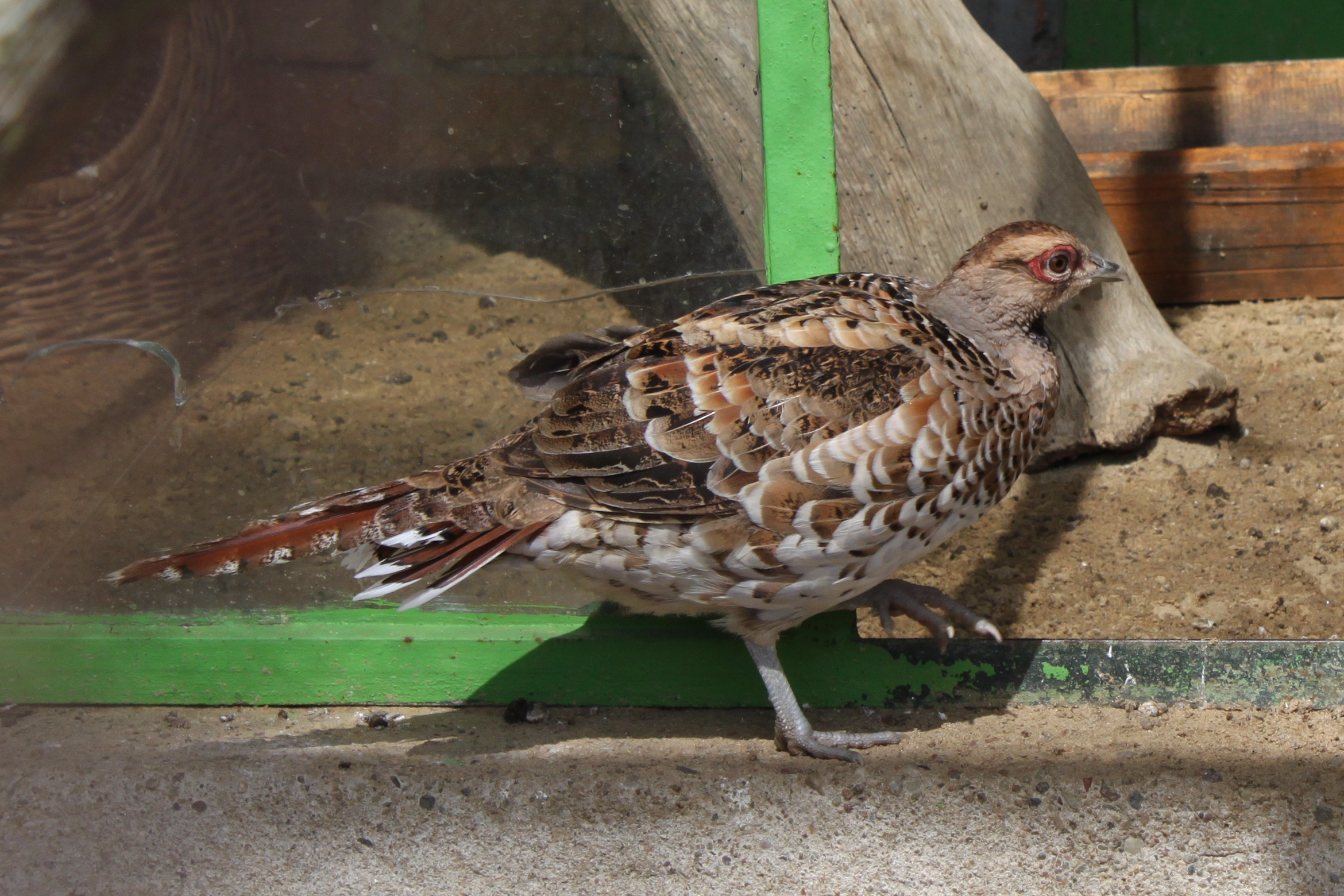
Samica bażanta kasztanowatego
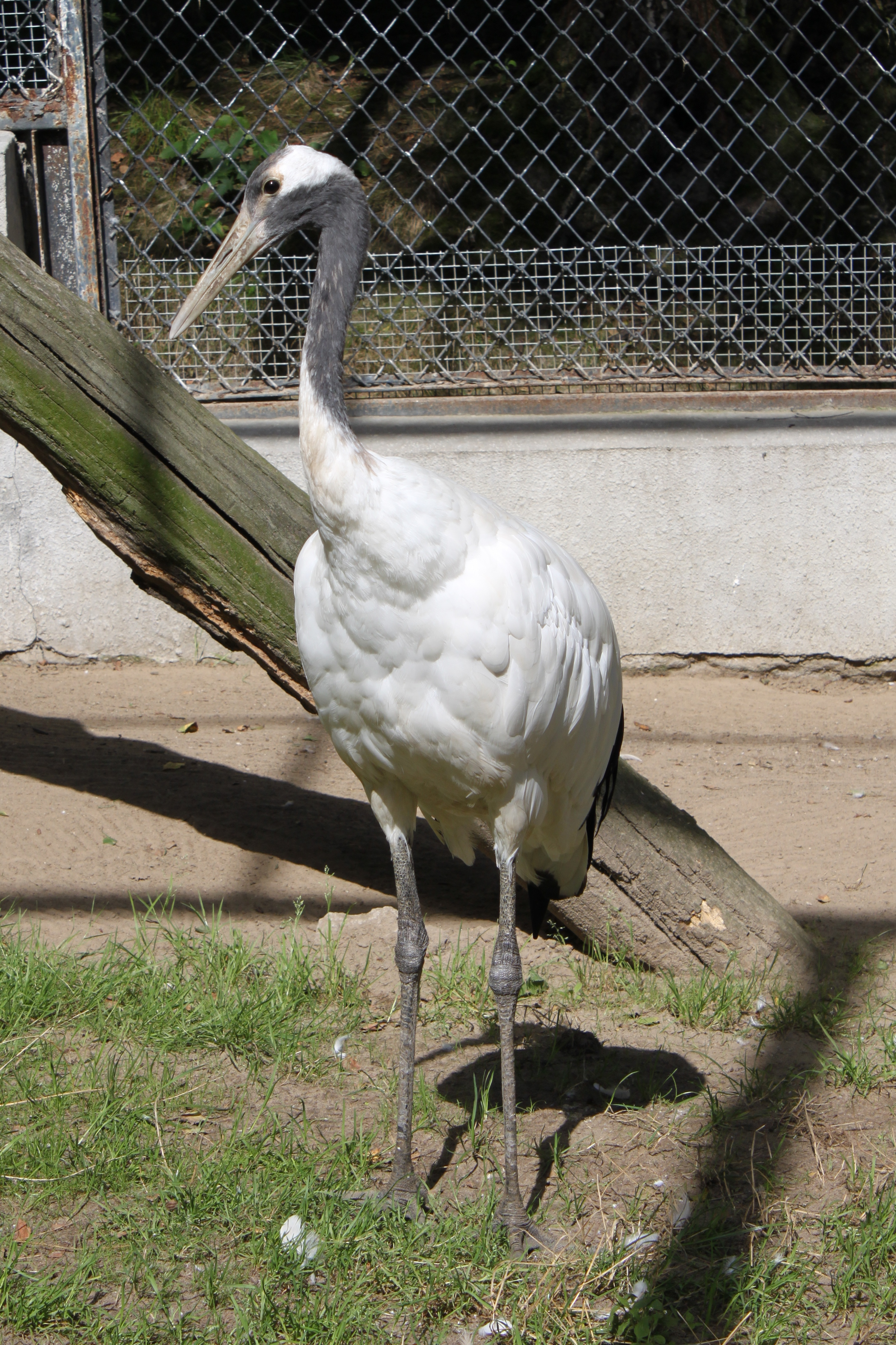
Żuraw mandżurski
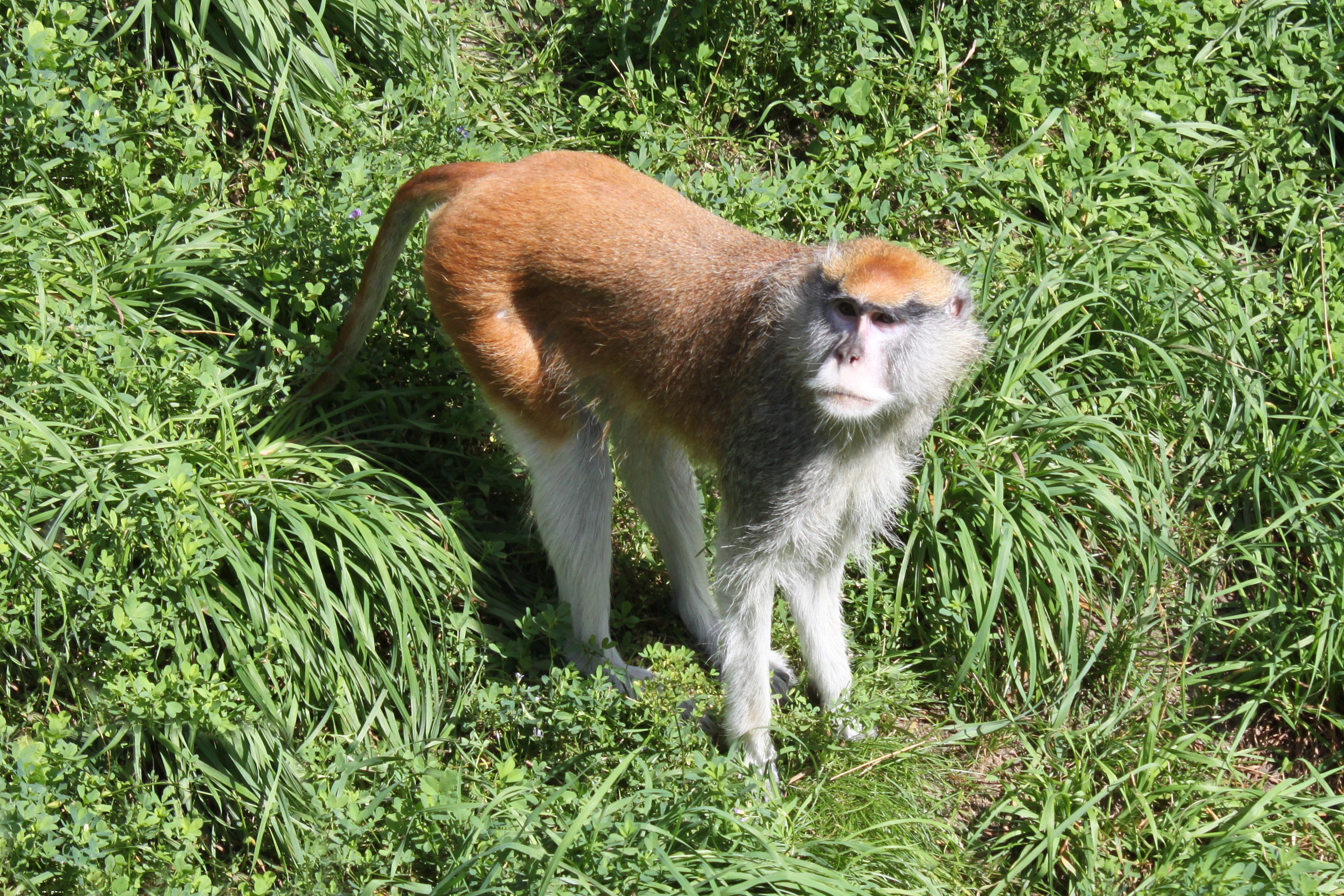
Patas rudy
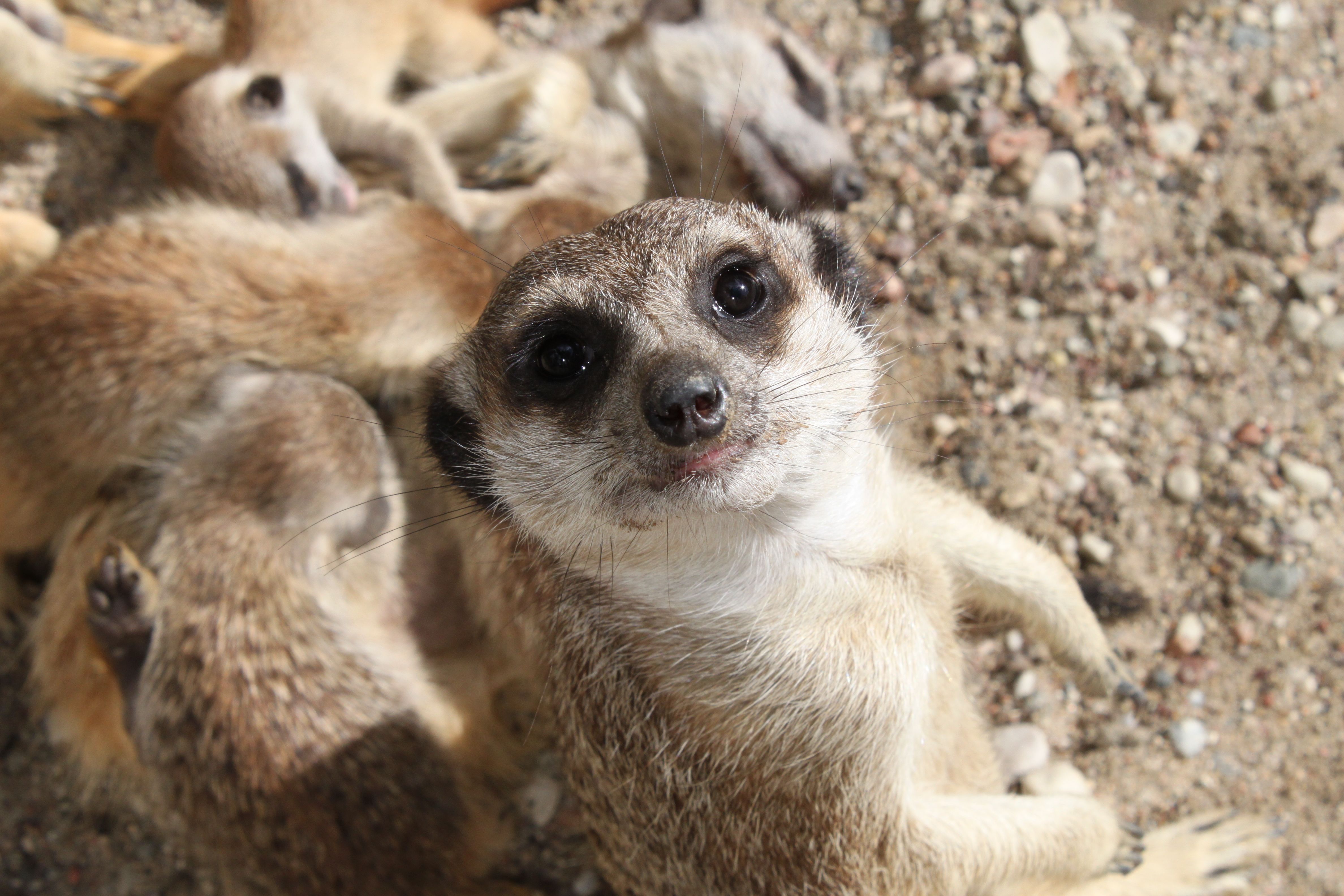
Surykatka szara
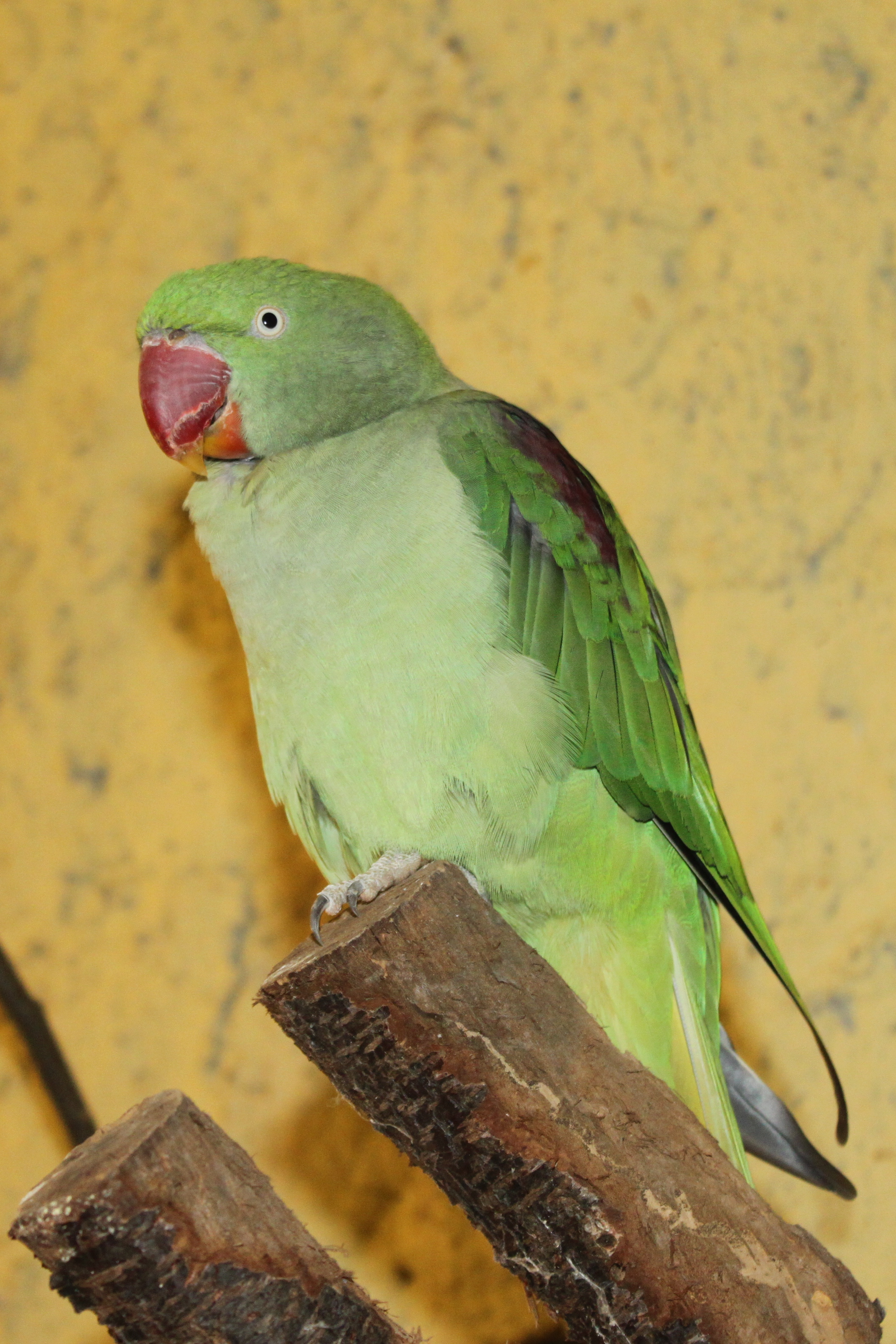
Aleksandretta większa
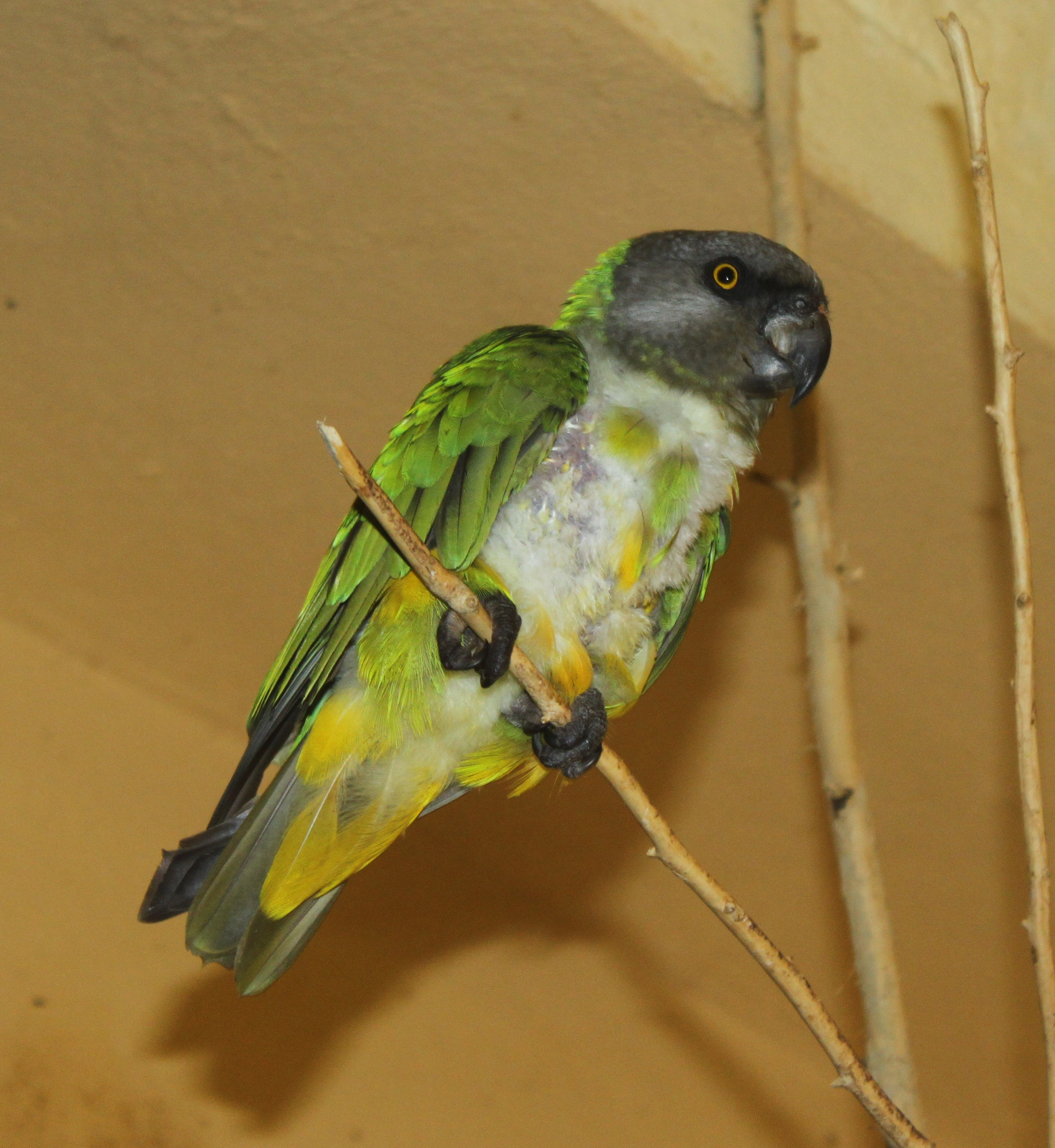
Afrykanka ognistobrzucha
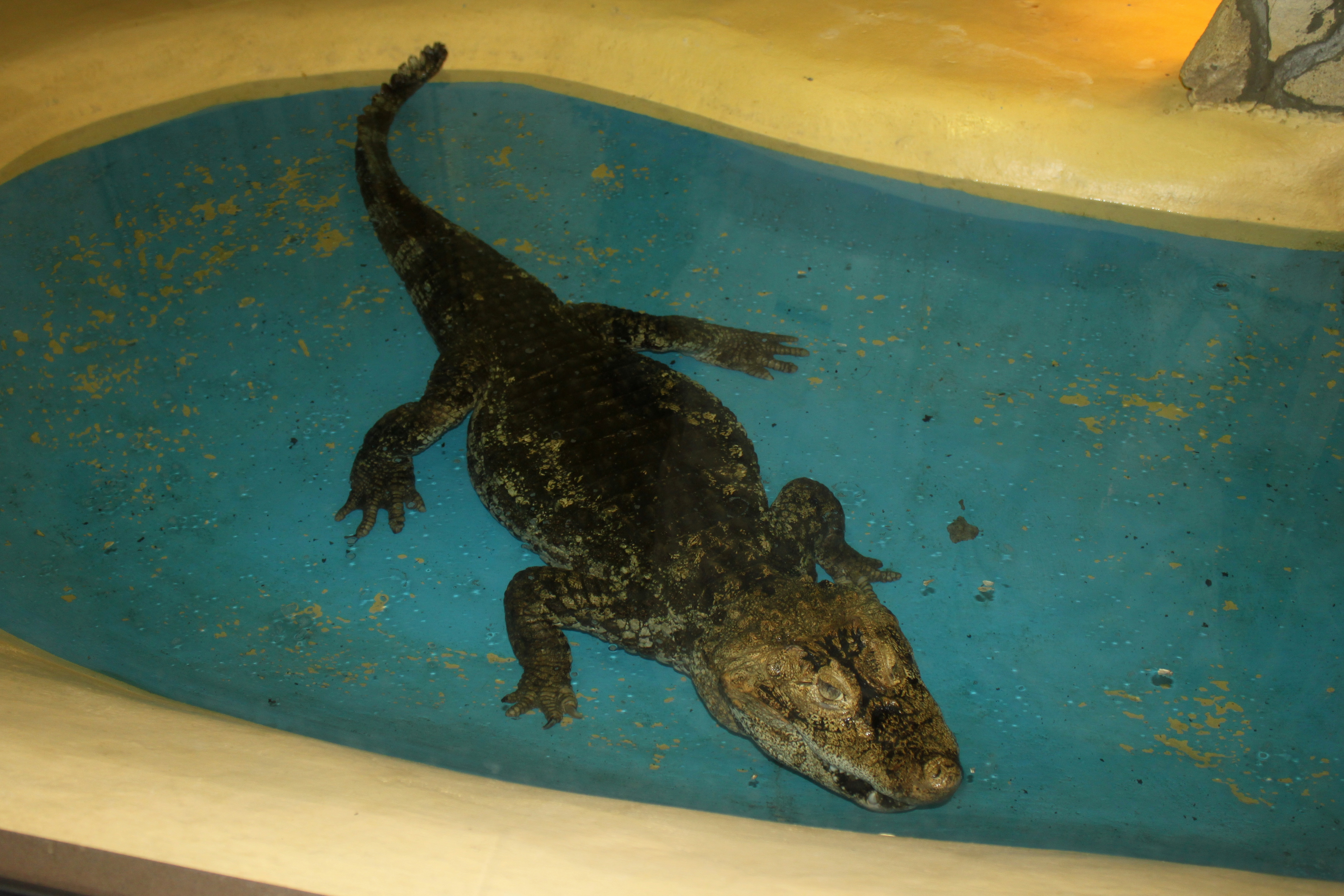
Kajman szerokopyski
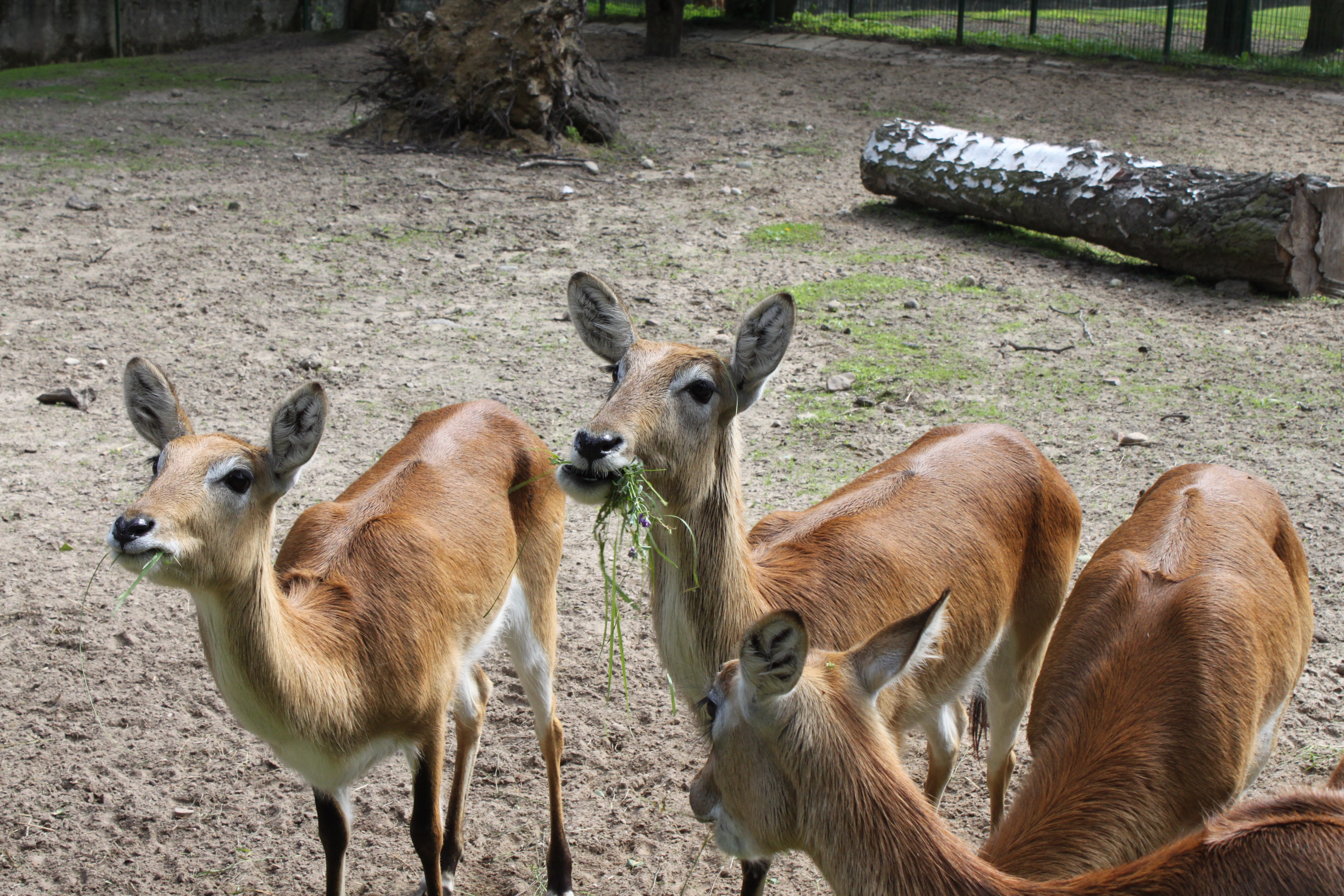
Koby liczi